# 花澤さくら
花澤 さくら（はなざわ さくら、11月21日 - ）は日本の女性声優。京都府出身。AG-promotion所属。主にアダルトゲームに声をあてている。

2022年3月31日付けにてAG-promotionを退所し、声優業を引退。

## 人物
もともと美少女ゲームが好きで以前からプレイしており、美少女ゲームに出ている声優が大好きであったという。自身では特に声優になりたいと思ってたわけではなかったが、特に好きな声優である芹園みやと同じ仕事がしたいという気持ちが次第に芽生え、声優になりたいと思うようになっていったという。
ある日、AG-promotionのホームページを閲覧していた際、ふと特待生募集の広告に気づいて応募し、合格した。その後、2010年度AG-promotion声優養成プログラム特待生として京都から上京し、その翌日からはキャララガールズに新メンバーとして加わり、キャララ!!のイメージコンパニオンとしても活動したが、2015年4月のキャララ!!をもって5年間務めたキャララガールズを卒業した。
もう一人大好きな声優として榎津まおの名前を挙げている。まだデビューする前の頃に、榎津まおのホームページで個人的にバレンタインデー企画をやっていたのを見て応募したところ、当選してチョコレートとサイン色紙、イラスト、直筆メッセージがプレゼントとして届き感激したという。
愛称の一つとなっている「さくにゃんぺろぺろ」の由来は、ないある！第64回にゲスト出演した際の愛称を決めようという話の中で、友達から呼ばれているという「さくにゃん」に、パーソナリティの御苑生メイが思い付きでぺろぺろを付け足して「さくにゃんぺろぺろ」（または略して「ぺろぺろ」）と名付けたことから。その後はないある！以外でも呼ばれる愛称となっている。
イベント等ではファンから「さくらさん」と呼ばれる事が多いため気軽に「さくにゃん」と呼んでほしいと話している。いつか引退する時が来るまでにやりたい事の一つに、「自身が出演した作品の主題歌カバーアルバムを創りたい」を挙げている。花澤にとって声優の職業は天職と語っている。

## 出演
太字は主役・メインキャラクター。

### PCゲーム

#### 2012年
- 魔王のくせに生イキだっ!（かなた）[5]
- 第2回妹選抜☆総選挙〜366人目のいちゃラブ妹後日談〜（橘 金）[5]

#### 2013年
- 目覚めると従姉妹を護る美少女剣士になっていた（女子生徒1）
- いんぴゅり 〜ヒトとアナタとアヤカシと〜（伊吹 雅[6]）
- 恋せよ!!妹番長（陽乃衣[7]）
- シロガネオトメ（古御山 初摘[8]）
- 美尻を揺らし他の男と快楽を貪る淫ら妻 ごめんなさい、でもあなたのモノじゃ私満足出来ないの……（喜多川 瑞樹[9]）
- 明日もこの部室で会いましょう（織蓮 芳佳[10]）
- モンスターズ・レイド -魔に堕ちる姫騎士-（トリーシャ・イシュタリス[11]）
- 通勤痴漢電車 アキバ行き〜女子校生に這い寄る無数の手〜（葛西 かすみ）[5]
- ちいさな彼女の小夜曲（ルチア[12]）
- 戦国†恋姫〜乙女絢爛☆戦国絵巻〜（毛利 新介）[5]
- あやめの町とお姫様（七ヶ浜 ユリ）[13]
- 私立 寝取り学院 -10人の彼氏持ち女子校生を”寝取って激イキ”させろ!-（衣川 あゆか）[14]

#### 2014年
- 変態マスク 正義の味方はＴバック。ってアホな!（秩父 五十鈴）[15]
- くのいちが如く 脱がせ!爆乳ニンジャーズ!（アイラ・土方・グランテール、騎志堂 しいな）[16][17]
- ドコのドナタの感情経路（阿倍 美春）[18]
- PRETTY×CATION（朝霧 希美[19]）
- ALIA's CARNIVAL!（神無月 祥子）[20]
- ぴゅあよめ（成海 星良）[21]
- 超催眠術学園（河原町 美帆）[22]
- Knight Carnival! 〜After Party〜 新米姫騎士の恥悦授業（コンスタンチン）[23]
- セミラミスの天秤（有島 真由）[5]
- 学園下克上〜俺があこがれのお嬢様を淫乱墜ちさせるまで（宮城 綾香）[24]
- 淫烙の巫女NTR（岩淵 遥）[25]
- おかずパラダイス Sweet＆Darkness（御子神 紫音）
- できない私が、くり返す。（栗原 ゆめ）[26]
- セーラーエレメント（水嶋 葵（セーラーアクア））[27]
- 世界を救うだけの簡単なお仕事（シャイン）[28]
- 金髪太郎物語（葛葉）[29]
- ドM男探偵がイク3 アナタの××、剥いてあげる♪（レギーナ・加賀）[30]
- 臨姦副都心線〜止まらない痴漢連鎖〜（日々谷 琴音）[5]
- クルセイドハート カレン 〜呪淫洗脳の罠〜（ミヤビ・キサラギ）[31]
- 睡眠快楽狂イク 〜汚れを知らぬ処女のままその肢体は開発されていく〜（日向 夏葉）[32]
- トロピカルVACATION（恋ヶ窪 千早）[33]
- 今夜、お義父様に抱かれます…（岩淵 遥）[34]
- BunnyParadise ばにぱら〜恋人全員バニー化計画〜（宇佐見 魅美）[35]
- 紙の上の魔法使い（日向 かなた）[36]

#### 2015年
- きみはね 彼女と彼女の恋する1ヶ月（浅生 文）[37]
- まじかるカナン2 〜緋色のベルガモット〜（君塚 みさき）[38]
- 今夜、おじ様に抱かれます…（岩淵 遥）[39]
- セミラミスの天秤 Fated Dolls（有島 真由）
- 戦乙女らんなばうとっ!（スキャナ＝フォン＝タニム）[40]
- 神のラプソディ（ノエリア）[41]
- 光翼戦姫エクスティア（アザリン）[42]
- お嬢様と秘密の乙女（姫小路 遙花）[43]
- 私立 寝取り学院2 -続・10人の彼氏持ち女子校生を“寝取って激イキ”させろ!-（柏木 翼）[44]
- らぶらぶ♥プリンセス 〜お姫がさまいっぱい!もっとエッチなハーレム生活!!〜（アナスターシャ・インペラートル・エルラント）[45]
- 濡れた制服（前園 蛍）[46]
- 淫烙の巫女NTR2（岩淵 遥）[47]
- ディバインハート カレンSP シーズン2（ミヤビ）[48]
- おお勇者よ、イってしまうとは情けない!（アメリア・クアーズ）[49]
- リベンジポルノ（城田彩香、三崎彩香）[50]
- 聖騎士Melty☆Lovers（セフィ＝ライアード）[51]
- 新・他の男の精液で孕んでもいいですか…? 2 〜全身汗だく浮気セックスで妊娠したウェディングプランナーの婚約者〜（麻宮 美佳）[52]
- 魔法姫士アリカ&リン 乙女に群がる男たちの魔の手「それでも私たちは負けない!!」（愛彩 ありか）[53]
- 今夜、妻が父に抱かれます…（岩淵 遥）[54]
- 空色イノセント（月ヶ瀬 まひる）[55]
- 機関幕末異聞 ラストキャバリエ（坂本 龍真）[56]
- わんにゃん☆アラモード! 〜どっちにするの?わんにゃんHなカフェ事情!〜（猫条 ひなな）[57]

#### 2016年
- 光翼戦姫エクスティアII（アザリン）[58]
- 絶対暗示マラオネット〜催眠復讐ゲーム〜（城戸 彩愛）[59]
- 甘えかたは彼女なりに。（永峰 叶恵）[60]
- あけいろ怪奇譚（花子）[61]
- なまラブ（遠野 真冬）[62]
- 戦国†恋姫X〜乙女絢爛☆戦国絵巻〜（毛利 新介）
- 手垢塗れの天使（如月 嶺衣奈）[63]
- 私立 寝取り学院3 -続々・10人の彼氏持ち女子校生を“寝取って激イキ”させろ!-（各務 美雪、九条 鈴子）[64]
- 生命のスペア（夙川 璃亜）[65]
- イクイクママ 欲求不満な人妻をデカチン男に抱かせたらイキすぎておかしくなってしまいました。（神楽坂 二奈）[66]
- 愚者ノ教鞭 今しかできないことがたくさんあるんだ!（愛子 織乃）[67]

#### 2017年
- はるるみなもに!（松房 英麻）[68]
- 働くオタクの恋愛事情（柳井 あきら）[69]
- ビッチバトルロワイヤル（牧瀬 瑠花）[70]
- らぶ婚! 新妻・新奈さんとらぶらぶえっちな新婚生活 （逢沢 新奈）[71]
- このままだと弟がテクノブレイクで死んじゃうから子作り!（早川 唯那）[72]
- 透けちゃって!! ～九死に一生を得て濃密セカンドライフ～（薬師寺 牡丹）[73]
- 光翼戦姫エクスティアA （アザリン、エクスティア・マギカ）[74]
- 春音アリス*グラム（神無月 祥子）[75]
- 真・恋姫†夢想 -革命- 蒼天の覇王（田 豊）[76]
- 初情スプリンクル（百々咲 雫）[77]
- あまエロ ～童貞君を優しくエスコート～（若井 里真）[78]
- まほ×ろば -Witches spiritual home-（九条 静流）[79]
- ハーレムゲーム2 ～普通じゃない主人公がハーレムを築くファンタジー(?)～（柊 綾奈）[80]
- なちゅらるばけーしょん（藤咲 遥）[81]

#### 2018年
- 妹ぱらだいす!3 ～お兄ちゃんと5人の妹のすご～く!エッチしまくりな毎日～（七瀬 桜）[82]
- 将軍様はお年頃（徳田 義宗）[83]
- バタフライシーカー（天童 優衣）[84]
- 猫忍えくすはーと2（猫飼 律）[85]
- あくまで、これは～の物語（ゆかり）[86]
- かりぐらし恋愛（荒波 杏）[87]
- てんぷれっ!!（恋祝 星七）[88]
- はーれむ村 ～童卒不可避! 子種提供は村の掟です!!～（霧ヶ谷 舞奈）[89]
- 虜ノ歪 ～音大卒の元歌姫が響かせる淫らな啼き声～（夕咲 果音）[90]
- 彼女と俺の恋染同棲（久慈川 みやび）[91]
- まおてん（春名梨多）[92]
- 抜きゲーみたいな島に住んでる貧乳はどうすりゃいいですか?（冷泉院 桐香）[93]
- 真・恋姫†夢想 -革命- 孫呉の血脈（田 豊）[94]
- メス堕ち！オレのネトリ棒で淫らに喘ぐ先輩＆後輩妻～ムッチリ肉厚の巨乳妻たちとのハメハメラブライフ～（日高 麻依）[95]
- はるかどらいぶ!（セリナ・ララ・アンジェリコ、御堂 遥）[96]
- 家神女房 -イエガミニョウボウ- ～名無し猫又は神Tuber～（ねこ）[97]
- 猫忍えくすはーと2 LOVE+PLUS（猫飼 律）[98]
- 俺の上であがく六人の伽女（梶 奈々）[99]

#### 2019年
- 親友（あいつ）に抱かれる俺の妻 （加須 奈緒美）[100]
- きみはね Couples ～彼女と彼女の恋する二ヶ月ちょっと～（浅生 文）[101]
- Sugar*Style（皆見 真央）[102]
- BUKKAKE! ドシコリングMINUKIマックスアクメしてもいいですか? ドエロいポーズして貰って見抜きぶっかけしたらお互い興奮がドチャクソヤバイです（宮雪 奏）[103]
- ああっママになるっ! ～アナタを想ってあふれるおっぱい～（支倉 涼子）[104]
- 白恋サクラ*グラム（神無月 祥子）[105]
- さくらいろ、舞うころに（水城 みな）[106]
- 将軍様はお年頃 ふぁんでぃすく -御三家だヨ! 全員集合-（徳田 義宗）[107]
- いつまでも息子のままじゃいられない! 4 ～巨乳でカワイイ母さんのおっぱいに包まれていっぱい甘えたい!～（日下部 秋帆）[108]
- ALL×CATION（朝霧 希美、藤咲 遥）[109]
- カケオチ（愛染 かぐや）[110]
- 淫らに堕ちる、最愛彼女 (天宮 あい)
- Sugar*Style 恋人以上夫婦未満アフターストーリー!! (皆見 真央)[111]
- 真・恋姫†夢想 -革命- 劉旗の大望 (田豊)[112]
- 猫忍えくすはーと3 (猫飼 律)[113]
- 抜きゲーみたいな島に住んでる貧乳はどうすりゃいいですか? 2（冷泉院 桐香）[114]
- アマアネ -My Sweet Sister- (久城 アリス)[115]
- はるかどらいぶ! Plus Edition (セリナ・ララ・アンジェリコ、御堂 遥)[116]
- Little Sick Girls ～幼馴染の恋人～ (芳野 恵莉)[117]
- セックスオープンワールドへようこそ!（マドリー・パルネポリ）[118]
- あやかし遊郭 ～からくり女中の懐旧談～ (心音)[119]
- もっと!孕ませ!炎のおっぱい超エロ♡アプリ学園! (美咲 恋乃香)[120]
- Little Sick Girls ～鏡の中のアイドル～ (芳野 恵莉)[121]

#### 2020年
- 神様のしっぽ ～干支神さまたちの恩返し～(浅葱 蓮華)[122]
- メス堕ち! オレのネトリ棒で淫らに喘ぐ先輩&後輩妻2 ～ムッチリ肉厚の巨乳妻たちとのハメハメラブライフ～ (高城 沙月)[123]
- 光翼戦姫エクスティア3 (アザリン)[124]
- アイシング ―love coating-(高崎 秋保)[125]
- 人妻セックス ～知らぬ間に堕とされていた愛する妻～(三住 唯織)
- 墓多DYINGZOMBIES ～Second Chance for BEAUTIFULLIVE～(高橋 かつね)
- 天冥のコンキスタ(ベアトリース)
- アナベル・メイドガーデン(アナベル)
- 俺の彼女は他人棒が気になるようです。 ～からかい上手な変態彼女との青春スワッピングは、俺の隠れ性癖を開花し肥大化させました～(綾瀬 涼風[126])
- Little Sick Girls ～桃蜜は妹の香り～(芳野 恵莉)
- SHUFFLE! エピソード2 神にも悪魔にも狙われている男(木下 マイカ)
- 恋人スワッピング 親友の恋人を俺は抱き、俺の恋人は親友に抱かれる(山野辺 麻優)
- あやかし遊郭 ～花魁アマビエ民譚集～(翡翠)
- シス△キャン（樹人 ねむ）[127]
- アイキス2（葛城 七瀬）[128]
- プリンセスクライシス（フィオレ・デ・サンクティス）
- 家神女房 ～名無し猫又は神Tuber～ アフター (ねこ)
- 終ノ空 remake（リルル）[129]

#### 2021年
- 冥契のルペルカリア (箱鳥 理世)[130]
- 聖奴隷学園2 (興梠 舞夜)[131]
- リリウム・ウェディングプラン (夢芝 美湖)
- もっと!孕ませ!炎のおっぱい異世界超エロサキュバス学園!（シャルティーナ・ルイトガルト） [132]
- ギャルカノ! ～わがままボディな奔放彼女～（花森 一依）
- ふゆから、くるる。（熾火 澱）[133]
- D.C.4 Plus Harmony 〜ダ・カーポ4〜 プラスハーモニー（KotoRI[134]）
- リンカーベル・アカデミア ～落第魔女とヒミツの儀式～（ヒビキ＝フラメル）
- ガチンコ! ビッチクラブ センセーション (星崎 綾音)
- 思い出抱えてアイにコイ!!（西渓 静流）

#### 2022年
- アイキス3 sexy (葛城 七瀬)
- D.C.4 Sweet Harmony 〜ダ・カーポ4〜 スイートハーモニー（KotoRI）[135]
- あやかし遊郭 ～からくり女中の懐旧談～ 後日談 (心音)
- あやかし遊郭 ～花魁アマビエ民譚集～ 後日談 (翡翠)

#### 2023年
- 真・恋姫†英雄譚 5 ～乙女耀乱☆三国志演義［魏］～（田豊）
- アイキス3 葛城七瀬アフターストーリー

### 同人ゲーム
- JKビッチ三人娘！特濃はめぱこダイアリー（平川 夏実）[136]
- キトゥンフィリア（ミオ）[137]
- オタサーの姫に告られた結果wwwww（本多 美憂）[138]
- サイコロジック・ラブコメディ（海汐 空）[139]
- JKビッチ黒ギャル娘! 特濃はめぱこダイアリー（立華 理緒）[140]
- ビッチなあの娘に性活指導! JKビッチ★はめぱこスクールライフ（神山 美佳、平川 夏実）[141]
- なないろスクリプト（茶谷 ゆきな）[142]
- トレジャーハンタークレア ～精液を集める冒険家～（リリィ）[143]
- 触手ペット2 -絶対触手なんて好きにならないんだからね-（まどか）[144]
- 恋ニ、甘味ヲソエテ（汐ノ宮 璃貝）[145]
- 寝取られ幼妻リアナ ～流されやすい最愛の幼妻のHな日常～（リアナ）[146]
- 恋二、甘味ヲソエテ2（汐ノ宮 璃貝）[147]
- TS魔法少女なお!2nd!! (春風舞衣、アーティ・チェリー)
- 魔導士ティアと不思議な大図書館 ～Hな鑑定と恥療で世界を救う淫乱魔導士～（ルミエール・ベアトリクス）[148]

### オンラインゲーム
- Quiz of Walkure（紅葉、ラルネ、ミフス、コフィ、小雪）[149]
- 天頂-TEPPEN-（有栖川 沙耶、藤堂 楓花、村瀬 優月）
- 戦国プロヴィデンス[149]
- ふるーつふるきゅーと！R (落花生、フィンガーライム)
- UNITIA 神託の使徒×終焉の女神（アグレイア）
- ソーサレス*アライヴ! 〜the World's End Fallen Star〜（2019年、ユーミ・オーリエト）[150]

### ゲームソフト
- かりぐらし恋愛 (PlayStation 4/PlayStation Vita) (荒波 杏)[151]
- 春音アリス＊グラム Snow Drop (PlayStation 4/PlayStation Vita) (神無月 祥子)[152]
- アイキス3 cute (葛城 七瀬)
- ふゆから、くるる。（熾火 澱）
- 戦国†恋姫X ～乙女絢爛☆戦国絵巻～ 北条家騒乱編（毛利 新助）
- 白恋サクラ＊グラム（神無月 祥子）

### アダルトアニメ
- 純情銃撃コスプレ少女（みやび）
- PRETTY×CATION THE ANIMATION #2 姉妹の初恋（朝霧 希美）[153]
- 妹ぱらだいす！3 The Animation 上巻（七瀬 桜）[154]
- 妹ぱらだいす！3 The Animation 下巻（七瀬 桜）[155]
- なちゅらるばけーしょん THE ANIMATION（藤咲 遥）[156]
- エタニティ 〜深夜の濡恋ちゃんねる♡〜（2020年、三ヶ嶋美佳[157]） - 完全版

### オーディオドラマ
- ダキカノ 3rdシーズン Vol.3（2019年、小春野 ひまり)

### CD
- Itaru/Time of Eternity[158]

### 音声作品
-★★マークは全年齢対象作品
- 牧原みさきとの甘い性生活〜幼馴染みで恋人のエッチなご奉仕♪〜（牧原 みさき）[159]
- 音声作品 vs 声優のカノジョ ～わたしの声じゃダメですか?～（澄本 梓）[160]
- TS魔法少女なお!2nd!!VDA（春風舞衣/アーティ・チェリー）[161]
- あなたを慰めてくれる保健室のJKママ【バイノーラル】 [162]
- 【時計の音と退行催眠】『クロック・クロック・ヒプノシス～時計じかけの年齢退行催眠～』 (クロック)[163][164]
- ★★【フォーリー・煤竹耳かき】あやかし郷愁譚 ～縄のうれん 結～ (縄のうれん 結)[165]
- JK姉妹のえっちなペットにされちゃうお話【バイノーラル】(聖華)
- 【4時間/ねっとり両耳舐め】双子メイドはあなたのお耳のぺろぺろ当番 ～両耳をたっぷり舐められていっぱい気持ちよくなれちゃうASMR～(めぐる)[166]
- スケベエルフさんの無知ショタ甘ラブ赤ちゃん言葉性教育[167]
- 【バニー耳かきエッチ】『Healing of King～あまあまビッチなバニーさんの、絞り尽くし男の子体験記～』(バニーちゃん)[168]
- メスつまみ ～世話焼き年上妻と真面目なツンツン妻との愛欲性活～ ボイスコンテンツ＆OP・EDテーマセット(吉見 夏帆)
- アナタと離れられないネトラレ彼女【バイノーラル】(春菜)
- 【高級機材導入】Seraphinite affection～トップAV女優による、耳奥ネバトロ責めご奉仕♪【プレミアムサウンド】(桐崎ちとせ)[169]

### パチンコ
- CR戦国†恋姫〜乙女絢爛☆戦国絵巻〜（毛利 新介）[170]

### 舞台
- 誰かがドアをKnockする（演出：こぐれ修：2010年4月16日 - 2015年4月17日）

### イベント
- 美少女ゲームフェア・キャララ
  - キャララガールズ（2010年4月16日 - 2015年4月17日）

### インターネット番組
※はインターネット配信。
- ぷれキャララ！（2012年 - 2015年、ニコニコ生放送※）
- 『なまラブ』のなまで言っちゃう！生放送。（2015年 - 2016年、全3回、ニコニコ生放送※）
- はんなりバリカタ!（2016年 - 、AG-promotion Radio Club※）[171]
- 橘まおと花澤さくらのあかべぇらじお（2017年 - 2018年 、音泉※）[172]

### スマートフォンアプリ
- とーきんがーるずっ！SECOND vol.2（智恵）

### 歌
- Turn of Fate（『Itaru/Time of Eternity』）
  - 歌：花澤さくら・星野七海
- 天使のシンフォニー（『Itaru/Time of Eternity』）
  - 歌：倉田まりや・藤乃理香・柚原みう・花澤さくら・星野七海
- 同じ歩幅で、ずっと（『PRETTY×CATION』ED 希美ver.）
  - 歌：朝霧希美
- ふたりはひとつ（『ラブラブバースデーコレクション vol.2-朝霧 希美-』収録 キャラクターソング）
  - 歌：朝霧希美
- ベルガモットの樹の下で（『まじかるカナン２ ～緋色のベルガモット～』エンディング曲）
  - 歌：花澤さくら
- Blue Glowing Future（『聖騎士Melty☆Lovers』オープニングテーマ）
  - 歌：花澤さくら、八尋まみ、桜川未央
- Idolatry（『手垢塗れの天使』エンディング曲）
  - 歌：花澤さくら
- ナナイロ（『なないろスクリプト』主題歌）
  - 歌：花澤さくら
- 透けちゃって！（『透けちゃって！！～九死に一生を得て濃密セカンドライフ～』オープニングテーマ）
  - 歌：花澤さくら・夢月やみ・姫乃木つばさ・広深香菜
- Love Natural (『なちゅらるばけーしょん』オープニングテーマ）
  - 歌：花澤さくら・柚原みう
- 純情可憐な恋の華 徳田義宗Ver（『将軍様はお年頃』オフィシャル通販特典）
  - 歌：徳田義宗
- colorful innocence（『バタフライシーカー ～カオス・ナイトメア～』同梱キャラクターソング）
  - 歌：天童優衣
- もっと甘い恋心 (『恋ニ、甘味ヲソエテ2』OPテーマ)[173]
  - 歌：庭坂莉良(CV:夢月やみ)、汐ノ宮璃貝(CV:花澤さくら）
- Snow Canvas (『恋ニ、甘味ヲソエテ2』EDテーマ)
  - 歌：庭坂莉良(CV:夢月やみ)、汐ノ宮璃貝(CV:花澤さくら）
- いつだってどんなことも (『抜きゲーみたいな島に流れる歌はどうすりゃいいですか？』収録曲　キャラクターソング)
  - 歌：冷泉院桐香(CV:花澤さくら）

### ライブ・ステージ出演他
| 出演日         | タイトル                                                                                           | 会場                             |
| -------------- | -------------------------------------------------------------------------------------------------- | -------------------------------- |
| 2018年10月20日 | シルキーズプラス 5周年記念ライブ                                                                   | 七生公会堂ホール（東京都）       |
| 2019年06月08日 | 缶詰少女ノ終末世界』烏森さん生誕祭&『バタフライシーカー』&『言の葉舞い散る夏の風鈴』合同イベント！ | 新宿STARCRANE（東京都）          |
| 2019年09月22日 | 薬師るりの美少女ゲームあれこれライブ(昼の部ゲスト出演)                                             | 秋葉原クラブグッドマン（東京都） |
| 2019年12月27日 | ぬきたしファンミーティング～不倫は文化祭～                                                         | 高田馬場 CLUB PHASE（東京都）    |
| 2019年12月30日 | Silkysplus☆LiveFes！2019Winter                                                                     | 秋葉原 P.A.R.M.S（東京都）       |